# 空の潜航艇
『空の潜航艇』（そらのせんこうてい）は1934年に日本で制作されたサイレント映画。宝塚キネマ製作。

## スタッフ
- 監督 : 大江秀夫
- 脚本 : 宝塚キネマ文芸部
- 原作 : 宝塚キネマ文芸部
- 撮影 : 下村晴夫

## キャスト
- 高木新平
- 都賀静子